# 가브리엘리 다 시우바 산투스
가브리엘리 다 시우바 산투스(포르투갈어: Gabrielle da silva santos, 1995년 3월 16일~)는 브라질의 축구 선수이다.

## 참고 문헌
- “세종 스포츠토토 WFC 선수 소개”. 《세종 스포츠토토 WFC》. 스포츠토토코리아.